# Franc Poincaré
Pour les articles homonymes, voir franc.
Le franc Poincaré est une unité de compte qui a été utilisée dans la réglementation internationale de la responsabilité. Il est instauré le 25 juin 1928 par le gouvernement présidé par Raymond Poincaré, en remplacement du franc germinal. Il est défini comme étant 65,85 milligrammes d'or d'une finesse de 0,900 millième de millimètre, soit 80 % de moins que le franc germinal,. Il était auparavant identique au franc français, bien qu'il ne le soit plus depuis les années 1920.

## Création

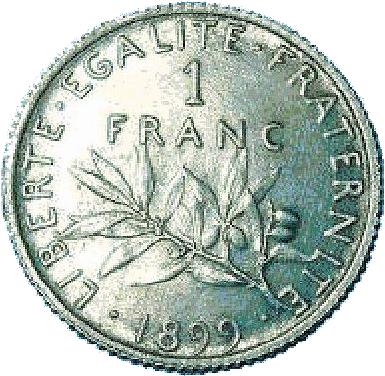
Pièce de 1 franc en argent ; la dernière sera émise en 1920 et marque la fin « symbolique » du franc germinal.

Dès août 1914, avec l'entrée en guerre, le franc français cesse d'être convertible en or : il a cours forcé. Les cours de change à taux fixe sont, durant le conflit, de moins en moins tenables et on assiste à la mise en place de changes flottants sur des marchés monétaires parallèles. D'autre part, la thésaurisation s’accélérant durant le conflit, des moyens de paiement dits de nécessité, gagés en grande partie par les Chambres de commerce et les municipalités, se font jour.

### La crise du franc
Le financement de la Première Guerre mondiale fut très lourd et pesa sur le franc, retardant le rétablissement de sa convertibilité en or. Les dépenses budgétées pour la guerre étaient évaluées à 20 milliards de francs (le budget pour 1914 est de cinq milliards) : les dépenses réelles furent de 140 milliards. Seuls 15 % étaient couverts par l'impôt (dont l'impôt sur le revenu voté en 1914 et appliqué en 1916-1917). La part des dépenses publiques dans le PIB est passée de 8,8 % en 1912 à 27,8 % en 1920. On eut d'abord recours à l'augmentation de la masse monétaire : en 1914, il y avait six milliards de francs en circulation ; en 1919 : 25,5 milliards. La Banque de France utilisa le stock d'or pour gager les premières dépenses à hauteur de 5 % à 8 % comme il était d'usage. Cependant, l'encaisse-or diminua fortement du fait des transactions interbancaires et internationales. Une autre solution pour couvrir les frais de guerre fut l'emprunt : auprès de la population française sous forme de « bons de la défense » (75 milliards à court terme, mais toujours renouvelés) et 25 milliards en emprunts à long terme. Il y eut aussi des emprunts à l'étranger : un milliard au Royaume-Uni et aux États-Unis. Tout cela entraîna une inflation importante et une baisse du franc sur le marché des changes. En avril 1920, le franc avait déjà perdu près de 70 % de sa valeur vis-à-vis du dollar par rapport à la parité d'avant-guerre.
Entre 1919 et 1928, le gouvernement français et une bonne partie de l'opinion estiment possible le retour du franc à sa valeur d'avant 1914. Cette « illusion » est en grande partie la cause du flou monétaire[réf. nécessaire] dans lequel plonge la France durant les années 1920 et retarde la dévaluation, pourtant recommandée par les experts du Trésor.
Le traité de Versailles est à l'origine de ce jugement erroné, car il prévoit dans le cadre des réparations de guerre le remboursement par l'Allemagne d'un montant de 132 milliards de mark-or, dont une bonne partie à la France.
« L’Allemagne paiera » devient un motif récurrent dans la presse, mais, en réalité, 22 milliards seront remboursés, dont 9 à la France. Par ailleurs, si l'Allemagne suspend effectivement ses remboursements au printemps 1922, elle les reprend en 1925. La France comptait sur ces réparations pour équilibrer son budget : de fait, le déficit reste important jusqu'en 1925 puis l'équilibre est atteint. Entre janvier 1924 et juin 1925, le franc se redresse même face au dollar, revenant de 25 F à 17 F.
Entre-temps, pour obtenir le paiement, Raymond Poincaré décide l'occupation de la Ruhr à partir de janvier 1923 pour aller chercher « un gage productif ». La France est alors isolée diplomatiquement et sa monnaie est fragilisée, ce qui entraîne la défaite électorale de Poincaré. Par la suite, l'inflation s'emballe comme jamais auparavant : les prix doublent entre 1925 et 1926. Mais cette inflation, qui n'a rien à voir avec l'hyperinflation que venait de connaître l'Allemagne, a un effet bénéfique sur le rétablissement des comptes publics et le rapprochement entre la valeur réelle du franc et le niveau d’endettement national. En juillet 1926, le franc connaît une nouvelle attaque sur le marché des changes : face à la livre sterling et au dollar, il ne vaut plus qu'un dixième de sa valeur d'avant-guerre.

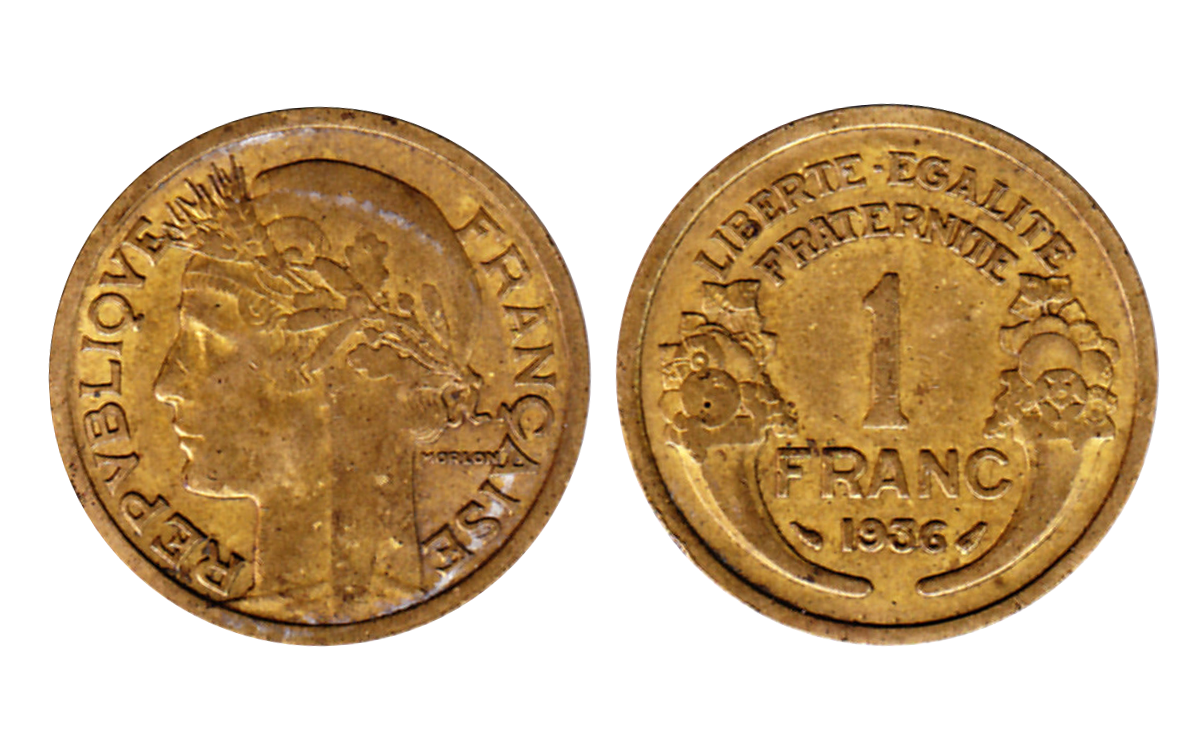
Pièce de 1 franc en bronze-aluminium type Morlon (1936), issue de la réforme Poincaré de 1928.

### Le sauvetage du franc
Le 23 juillet 1926, Poincaré est rappelé : il est à la fois président du Conseil et ministre des Finances. Se constitue un comité des experts, dirigé par Raymond Philippe, à la tête de la banque Lazard et qui, en tant que « […] premier associé nommé en dehors de la famille, responsable de la maison de Londres, […] joua un rôle essentiel dans le sauvetage du franc en 1926. En effet, après plusieurs tentatives infructueuses qui lui ont fait perdre beaucoup d'argent, se heurtant à l'opposition de la Banque de France et des Rothschild, la banque Lazard parvient à faire accepter son plan par Raymond Poincaré : gager l'or de l'institut d'émission pour emprunter des dollars afin de racheter du franc. En quelques jours, notre monnaie s'apprécie par rapport à la livre. ». Par ailleurs, il est décidé la création de caisses d'amortissement chargées de la gestion de la dette de l'État, financées par des taxes sur le tabac et des loteries. Le franc se redresse et revient en décembre 1926 à 122 francs pour 1 livre sterling. Le gouvernement et la Banque de France visent alors la stabilisation de la monnaie à 120 francs pour 1 livre et restaurer ainsi la convertibilité en or. Peu avant la victoire d'un gouvernement d'union nationale dirigé par Poincaré en novembre 1928, le 25 juin, on fait le choix de la dévaluation. Le franc Poincaré est alors mis en place : il vaut 1/5e du franc germinal et représente 58,95 milligrammes d'or fin. Cette dévaluation met fin à l'illusion d'un retour au franc de la Belle Époque.
Une nouvelle gamme de pièces de monnaie est alors frappée, des pièces en argent de 10 et 20 francs font leur apparition en 1929.
En matière de change, la valeur moyenne du franc français pour l'année 1929 s’établit comme suit :
1 livre sterling = 125,00
1 dollar américain = 25,00
1 reichsmark = 6,05
1 franc suisse = 5,00
1 lire italienne = 1,39
1 franc belge = 0,857

### Grande Dépressionetannées 1930
Le franc connaît par la suite de nouvelles attaques sur le marché (1931, 1934) puis en 1936 et 1938, le gouvernement du Front populaire décide deux dévaluations progressives de 35 et 25 % pour, entre-temps, abandonner en octobre 1936, la convertibilité en or. À la veille de la guerre, le franc Poincaré avait perdu 75 % de sa valeur depuis 1928.

## Conversion
La pratique de sa conversion en monnaies nationales varie d'un État à l'autre ; dans la plupart des États, le facteur de conversion est basé non pas sur le prix du marché de l'or, mais sur un prix officiel (un vestige de l'étalon-or, souvent bien inférieur à son prix actuel). Le franc Poincaré a été remplacé dans la plupart des cas par des droits de tirage spéciaux.[réf. nécessaire]
Les conventions qui utilisaient le franc Poincaré comprenaient la Convention pour l'unification de certaines règles relatives au transport aérien international, la Convention internationale sur la responsabilité civile pour les dommages dus à la pollution par les hydrocarbures et la Convention internationale portant création d'un fonds international d'indemnisation pour les dommages dus à la pollution par les hydrocarbures.[réf. nécessaire]